# Simon Plouffe (cinéaste)
Pour l’article homonyme, voir Simon Plouffe.
Simon Plouffe est cinéaste et originaire de Rouyn-Noranda.

## Biographie
Simon Plouffe a grandi dans la ville de Rouyn-Noranda et s'est déplacé plus tard pour travailler dans plusieurs domaines «Ses expériences de travail comme preneur de son l'amènent à explorer des univers sonores tant au niveau de l'expérimentation que la conception».

## Filmographie
- 2011 : L'or des autres : puisque de « nombreuses familles et personnes âgées doivent donc faire une croix sur certains éléments patrimoniaux ainsi que sur une partie de leur mode de vie »[3], cette œuvre expose les dommages créés par le travail mineur.
- 2018 : Ceux qui viendront, l'entendront : met en valeur les langues peu parlés de plusieurs peuples autochtones. «[...] le cinéaste Simon Plouffe y propose paradoxalement le contraire d’un documentaire verbeux.»[4]
- 2022 : Forêts : « Lorsqu’il a entendu parler des forêts inondées par la construction des barrages dans le nord du Québec, il s’est intéressé à ces arbres que l’on retrouve à une centaine de mètres de profondeur. »[5]

## Récompenses et prix gagnés
« Son premier documentaire L’or des autres (2011) a été présenté dans une quinzaine de festivals internationaux (RIDM, Dok.Fest, Guadalajara, Big Sky) et s’est fait décerner le Merit Award for Advocacy au Montana CINE Int. Film Festival, une mention honorable pour Excellent Storytelling au WIFF, le prix Silver Lei au Honolulu Film Awards à Hawaï et une nomination pour Meilleur documentaire société au prix Gémeaux ».